# Campinense Clube
Campinense Clube is een Braziliaanse voetbalclub uit Campina Grande in de staat Paraíba.

## Geschiedenis
De club opgericht op 12 april 1915 als een dansclub. In 1917 begon de club ook met een voetbalafdeling. Aanvankelijk speelden de spelers onder elkaar en in 1919 speelde de club voor het eerst tegen een ander team. In 1920 werd de voetbalafdeling ontbonden. In 1954 werd deze heropgericht. Enkele jaren later werd de club een profclub en ging in de competitie van het Campeonato Paraibano spelen.
De club speelde vier seizoenen in de Série A en zeven in de Série B, de laatste keer in 2009. In 2016 bereikten ze de finale van de Copa do Nordeste en verloren deze van Santa Cruz.

## Erelijst
Copa do Nordeste
2013, verliezend finalist 2016
Campeonato Paraibano
1961, 1962, 1963, 1964, 1965, 1967, 1971, 1972, 1973, 1974, 1979, 1980, 1991, 1993, 2004, 2008, 2012, 2015, 2016, 2021, 2022